# Petrocephalus zakoni
Petrocephalus zakoni es una especie de pez del género Petrocephalus, familia Mormyridae, orden Osteoglossiformes. Fue descrita científicamente por Lavoué, Sullivan & Arnegard en 2010.
Es una especie inofensiva para el ser humano.

## Descripción
La longitud estándar es de 8,6 centímetros.

## Distribución
Se distribuye por África: cuenca del río Congo en República Centroafricana, República del Congo y República Democrática del Congo.